# Raión de Vradiivka
Vradiivka (en ucraniano: Врадіївський район) es un raión o distrito de Ucrania en el óblast de Mykolaiv. 
Comprende una superficie de 811 km².
La capital es la ciudad de Vradiivka.

## Demografía
Según estimación 2010 contaba con una población total de 21223 habitantes.

## Otros datos
El código KOATUU es 4822300000. El código postal 56300 y el prefijo telefónico +380 5135.